# Vasjoegan
De Vasjoegan (Russisch: Васюга́н) is een rivier in Rusland. Het is een linker zijrivier van de Ob. Ze is 1082 km lang waarvan 886 km bevaarbaar is vanaf de monding. Het stroombekken is 61 800 km² groot en de stroomsnelheid 0,8 m/s. De rivier is bevroren van november tot mei.
De Vasjoegan ontspringt in het noordelijke deel van de Vasjoeganmoerassen, dat met haar oppervlakte van meer dan 50 000 km² het grootste hoogveen ter aarde is, in het West-Siberisch Laagland nabij de grens van de oblast Tomsk en de oblast Novosibirsk op zo'n 140 meter hoogte. In het verdere verloop stroomt de rivier sterk meanderend in grote bogen door de oblast Tomsk om uiteindelijk in de Ob uit te monden.
De belangrijkste zijrivieren zijn de Njoerolka (Нюролька), de Tsjizjapka (Чижапка), de Tsjertala (Чертала) en de Jagiljacha (Ягылъяха).
- Gemeinsame Normdatei: 4107591-2